# Scurria scurra
Scurria scurra is een slakkensoort uit de familie van de Lottiidae. De wetenschappelijke naam van de soort is voor het eerst geldig gepubliceerd in 1841 door Lesson.